# داستین جاکوبی
داستین جاکوبی (انگلیسی: Dustin Jacoby؛ زادهٔ ۴ آوریل ۱۹۸۸) ورزشکار هنرهای رزمی ترکیبی اهل ایالات متحده آمریکا است.